# Barn väljer konst
Barn väljer konst var en tredelad vandringsutställning där barn och ungdomar fick hjälpa till att välja ut konstnärer och verk. Barn väljer konst producerades av den statliga myndigheten Riksutställningar i samarbete med föreningen Konst i skolan.Utställningen visades över stora delar av Sverige mellan åren 1974 och 1987.

## Bakgrund
KRO, Konstnärernas riksorganisation, hade under vårvintern 1973 utställning på Moderna museet i Stockholm. Personal från Riksutställningar gick i samband med utställningen runt i publiken och frågade sportlovslediga barn och ungdomar vilka av de utställda verken de tyckte bäst om. Med svaren som utgångspunkt valdes 15 av konstnärerna på utställningen ut. Dessa fick sedan, med hjälp av egna eller andras barn, välja ut två av sina verk för att ingå i utställningen Barn väljer konst 1-3. En grundtanke i urvalet var att verken skulle passa bra i skolans undervisning.
Barn väljer konst var ett projekt som passade Riksutställningars uppdrag, som till stor del bestod av verksamhet riktad mot barn och yngre. Starten för aktiviteter för de yngsta kan sägas vara utställningen Upptäcka – uppleva 1966, som producerades av Riksutställningar i samarbete med föreningen Konst i skolan.
Projektet fick en uppföljare 1986 med serien vandringsutställningar Svar på konst, som också producerades av Riksutställningar.

## Tema
Det grundläggande temat bestod inte av konstverkens innehåll, utan det faktum att barn hade fått vara med och välja ut innehållet i en konstutställning, med utgångspunkt i vad som visades på KRO-utställningen på Moderna museet i Stockholm, 1973.

Utställningskatalogerna hade alla samma inledande text, som förklarade urvalsprincipen bakom de tre utställningarna:
Vi arbetade med att få fram kontraster, starka motsatser mellan konstnärers uttryckssätt. Motsatserna gäller både innehållet och formen. På det sättet hoppas vi att det blir möjligheter att lika mycket jämföra, resonera och fundera som att se och uppleva.

## Produktion
De 15 konstnärerna visade tillsammans upp 30 verk i form av 29 tavlor och en skulptur. Verken delades upp på tre mindre utställningar, tio i varje, med samlingsnamnet Barn väljer konst 1-3.
Barn väljer konst 1 bestod av nio målningar och en skulptur av konstnärerna Kerstin Apelman-Öberg, Gösta Eriksson, Karin Olsson, Robert Somers, Göthe Sundgren.
Monteringen skedde på nio fristående staffliliknande skärmar som skulle vara lätta att flytta mellan klassrum och korridorer. Skulpturen skruvades fast på en träplatta som lades på ett monterbart podium. Barn väljer konst 1 rymdes i två lådor som tillsammans vägde 210 kilogram med volymen 1,5 kubikmeter. Det gick också att beställa diabilder av samtliga konstverk, som skickades separat tillsammans med 50 exemplar av utställningskatalogen.

### Samtliga medverkande konstnärer
- Bo Alström
- Kerstin Apelman-Öberg
- Björn Carlen
- Gunda Erikson
- Gösta Eriksson
- Loss Hagberg
- Sven Höglund
- Lotte Laserstein
- Karin Olsson
- Gunnar Olsson
- Björn Sjöstedt
- Robert Somers
- Göthe Sundgren
- Violet Tengberg
- Pär Gunnar Thelander[2]

### Utställningens produktionsteam
- Projektledare: Marita Lindgren-Fridell.[1]
- Turnéläggare: Aina Bjerk.[3]
- Arbetsgrupp: Marita Lindgren-Fridell, Ulla Arnell, Sven Beckman, Aina Bjerk, Lillian Bock, Thomas Knuthammar, Gudrun Vahlquist Hård.
- Utställningsskärmar: Björn Ed.
- Diabilder och katalogbilder av konstverken: Karl-Olov Bergström.[1]

## Turné
Turnén skedde i samarbete med föreningen Konst i skolans medlemmar. Premiärvisningen skedde i Riksutställningars ateljé, som vid den tiden fanns på Sandhamnsgatan 63 i Stockholm. Tid och datum: måndagen 17 december klockan 14 till 16.
Barn väljer konst besökte i sina tre upplagor ett större antal orter fram till 30 juni 1987, då den sista av utställningarna på turné betecknades som pensionsmogen av Riksutställningar.
Nedan följer en redovisning för turnén för Barn väljer konst 1.

### 1974
- Växjö, Växjö skolstyrelse 7/1-9/6[7]
- Lidköping, Stadsbiblioteket 25/8-25/9
- Gällstad, Ulricehamns skolstyrelse 30/9-20/12

### 1975
- Askersund, Askersunds skolstyrelse 7/1-4/2
- Surahammar, Surahammars skolstyrelse 10/2-20/3
- Lidingö skolstyrelse 7/4-1/6:
- Gångsätra 7/4-18/4
- Hersby 21/4-30/4
- Bodal 5/5-16/5
- Källängen 20/5-30/5[8]
- Täby, Täby skolstyrelse 18/8-21/9
- Djursholm, Djursholms samskola 22/9-15/10
- Stockholm, Lärarhögskolan 16/10-7/11
- Södertälje, Södertälje förskoleseminarium 8/11-8/12

### 1976
- Karlskoga, Karlskoga skolstyrelse 7/1-3/2
- Älvdalen, Älvdalens skolstyrelse 10/2-14/3
- Skoghall, Hammarö skolstyrelse 22/3-27/4
- Charlottenberg, Eda skolstyrelse 3/5-3/6[9]

### 1977
- Malmö, Malmö skolstyrelse, utställningspaket nr 6 hela läsåret 1976/1977[10]
- Smedjebacken, Smedjebackens folkbibliotek 17/10-30/10
- Nacka, Henriksdalsbiblioteket 7/11-4/12

### 1978
- Hallstavik, Folkets hus 14/12-6/1
- Motala 9/1-9/6:
- Zederslundsskolan 9/1-26/1
- Mossenskolan 26/1-14/2
- Charlottenborgsskolan 14/2-16/3
- Norra skolan 16/3-17/4
- Råssnässkolan 17/4-12/5
- Hällaskolan 16/5-9/6[11]
- Sandby, Byskolan 21/8-3/9
- Tanumshede, Tanums kommunbibliotek 8/9-24/9
- Falkenberg, Falkenbergs bibliotek 2/10-14/11
- Tyresö, Tyresö kommunbibliotek 27/11-13/12

### 1979
- Nykvarn, Turingeskolan 10/1-26/1
- Gävle, Pingeltorpskolan 19/2-11/3
- Örnsköldsvik, Kulturnämnden 19/3-1/4[12]
- Österbybruk, Herrgården 2/9-30/9
- Tierp, Kulturnämnden i Tierp 1/10-17/10
- Gävle, Stenebergsskolan 25/10-12/11
- Söderhamn, Stadsbiblioteket 3/12-16/12

### 1980
- Växjö skolstyrelse 7/1-10/6:
- Ingelstad vecka 2
- Nöbbele vecka 3
- Furuby vecka 4
- Åryd vecka 5
- Högstorp vecka 6
- Östregård vecka 7
- Norrtull vecka 9
- Lillestad vecka 10
- Sandsbro vecka 11
- Hov vecka 12
- Hovshaga 13
- Bokelund vecka 15
- Pilbäck vecka 16-17
- Ringsberg vecka 18-19
- Ulriksberg 20-21
- Bäckaslöv 22-23[13]
- Norrköping, Folkets hus 1/9-14/9
- Nyköping, Nyköpings lasarett 22/9-6/10
- Hultsfred, Hultsfreds bibliotek 20/10-4/11
- Uppsala, Celsiusskolan 1/12-14/12

### 1981
- Stockholm, Grekiska Riksförbundet 2/5-3/5[14]
- Lindesberg, Stadsskogsskolan 28/9-11/10
- Gagnef, Djuråsbiblioteket 19/10-31/10

### 1982
- Ösmo, Ösmo bibliotek 13/4-30/4[15]
- Säter, Klockarskolan 11/10-27/10
- Varberg, Varbergs bibliotek 8/11-21/11

### 1983
- Norrköping, Norrköpings stadsbibliotek 31/1-30/3
- Nödinge, Ale kommunbibliotek 8/4-24/4[16]

### 1984
- Helsingfors, Finland, Föreningen Norden 1/1-31/12[17]

### 1985
Barn väljer konst 1 läggs ner. Deponeras först hos Södermalms dagcenter, Stockholm 22/10 till december samma år. Därefter tas den tillbaka till Riksutställningar för att demonteras och förvaras tills vidare.

## Reaktioner
Svenska Dagbladet, 1973-12-18:
Från Riksutställningars högkvarter i Stockholm vandrar i januari tre ovanliga konstutställningar om vardera 10 tavlor. Utställningarna går till Föreningen Konst i skolans medlemmar i drygt ett par hundra kommuner. Tavlorna är utvalda enligt en för konstnärerna positiv metod. På KRO-utställningen i Moderna museet i februari ombads ett hundratal barn och ungdomar i åldrarna 6-18 år att välja vilka av de många utställande konstnärerna de skulle vilja ha med i utställningar för skolan. Det juryuppdraget gillade skolbarnen och valde med öppna sinnen unga och äldre, modernistiska och nästan gammalromantiska, mer eller mindre färgsprakande konstnärer. Det gällde sedan för projektledaren Marita Lindgren-Fridell och hennes medarbetare att ta ut de femton konstnärerna som valts./.../
Gotlands Allehanda, 1975-08-21:
Barn väljer konst heter en utställning som just nu pågår i Stadsbibliotekets entrehall i Visby. Tio olika tavlor utvalda av barn visas. – Den här skulle jag vilja ha hemma i mitt rum, säger Camilla Holmström, Visby, och pekar på tavlan om vapenvägraren. En tavla i vackra klara färger som visar en nästan pastoral idyll. En bonde som ligger på marken och krigaren som kommer dit och vill ha med honom ut i kriget./.../I stadsbibliotekets entréhall visas ”Barn väljer konst 3”. Tio stora tavlor med många roliga motiv. De flesta är i klara färger och tilltalar barn. Utställningen kommer att visas fram till den 8 september innan den vandrar vidare till något annat bibliotek.
Västernorrlands Allehanda, 1976-02-27:
”Barn väljer konst” heter en utställning som Riksutställningar skickat ut. Den är uppdelad på tre mindre kollektioner med tio konstverk i varje. På biblioteket i Backe visas nu under två veckors tid, fram till den 5 mars, kollektion nr 2. Både små och äldre barn har tittat på tavlorna, med något skiftande omdömen. För en vuxen förefaller det kanske lite underligt att barn har valt just de här visade tavlorna. T.ex. ett par saker av Björn Carlén, utförda i acryl, verkar sterila i både form och färg. Violet Tengberg har använt en blå-röd färgskala som verkligen inte tillhör den glada sidan av paletten. Roligast att titta på är ett par målningar av Pär Gunnar Thelander, ”Monument” som är uppbyggd av ett par potatisar och instuckna tändstickor, och ”Hon-Han”. Fast det betvivlas att barn helt spontant fattar förklaringen till den senare om ”kvinnan och den vardagliga fläskkorven som håller henne fast, medan mannen välvilligt men passivt tittar på”. Sven Höglunds ”Man som är nära att bli påkörd...” verkar skrämmande, medan hans ”Profil II” åtminstone kan vara kul med sin tredimensionella effekt. Två helt konventionella barnporträtt är trots allt det som barnen tycks identifiera sig mest med, Lotte Lasersteins ”Kvällsmusik” och ”Linnea vid gärdesgården”.
Dala-Demokraten 1977-10-26:
Denna vecka visas konst på stadsbiblioteket i Ludvika. ”Barn väljer konst” heter utställningen, som kommer från Riksutställningar. Det är således en konstvisning som skiljer sig från de traditionella, då barn har svarat för valet av de verk som visas. Barnen har gjort ett moget och bra val. Egentligen är visningen avsedd för skolelever och barn, men även vuxna har stor behållning av den./.../Arrangörerna hoppas naturligtvis, att skolorna tar tillfället i akt och att lärare och lever besöker utställningen, som passar som grund för en diskussion i ämnet konst.
Norrtelje Tidning, 1977-12-22:
/.../Vad väljer då barn för bilder? Två saker har bilderna gemensamt, de är färgglada och de föreställer något igenkännbart, de berättar något. Kerstin Apelman-Öberg gör hela bildberättelser på brädor. Här handlade det om Jona och fisken men också om ”Kunskapens äpple”. Om vi missbrukar kunskaperna blir det bara skrutt kvar till de efterkommande, förklarar Kerstin i katalogen. Gösta Eriksson berättar om rymden och har fått fram rymdkänsla i bilderna genom att spruta färg i olika nyanser över varandra och däri svävar strålande planeter. Fascinerande även för en vuxen. I skimrande färglandskap sätter Karin Olsson in små barnfigurer i olika situationer. Man känner glädjen i barnens lek och hemlighetsfullheten under träden./.../
Värnamo Nyheter, 1979-04-12:
En samling tavlor, speciellt utvalda för barn, visas nu och två veckor framåt i Anderstorps bibliotek. Det är Riksutställningar som sammanställt en utställning med temat ”Barn väljer konst”, och som Anderstorp som enda ort i kommunen får ta del av./.../Urvalet är mycket varierande. Gunnar Olsson, som är verksam i Malmö, bidrar med två motiv i emalj, föreställande blommande sommarträd och parker i ljusa klara färger. Björn Sjöstedt, Stockholm, kan sägas vara Gunnar Olssons motpol. I sin målning ”Hyggliga Sverige hjälper” ger han sin bild av debatten om Sveriges u-landshjälp på 60-talet: På en Sverigekarta i jeanstyg står ”huvudlösa” svenskar patriotiskt viftande med den blågula flaggan, medan man runt omkring får se tortyr och folkmord, i askgrå färger./.../

## Ekonomi
Hyra av Barn väljer konst 1: 150 till 200 kronor för 14 dagar.